# Еквіль
Еквіль (англ. Eckville) — містечко в Канаді, у провінції Альберта, у складі муніципального району Лакомб.

## Населення
За даними перепису 2016 року, містечко нараховувало 1125 осіб, показавши зростання на 0,0%, порівняно з 2011-м роком. Середня густина населення становила 703,3 осіб/км².
З офіційних мов обидвома одночасно володіли 40 жителів, тільки англійською — 1 085. Усього 35 осіб вважали рідною мовою не одну з офіційних, з них 5 — українську.
Працездатне населення становило 540 осіб (63,9% усього населення), рівень безробіття — 25,9% (34,9% серед чоловіків та 11,1% серед жінок). 88% осіб були найманими працівниками, а 11,1% — самозайнятими.
Середній дохід на особу становив $47 810 (медіана $35 904), при цьому для чоловіків — $64 807, а для жінок $30 831 (медіани — $50 624 та $24 128 відповідно).
34,3% мешканців мали закінчену шкільну освіту, не мали закінченої шкільної освіти — 27,8%, 37,9% мали післяшкільну освіту, з яких 23,4% мали диплом бакалавра, або вищий.
| Статево-вікова структура населення | Статево-вікова структура населення | Статево-вікова структура населення | Статево-вікова структура населення | Статево-вікова структура населення |
| ---------------------------------- | ---------------------------------- | ---------------------------------- | ---------------------------------- | ---------------------------------- |
|                                    |                                    |                                    |                                    |                                    |
| Всього                             | Всього                             | 51,1%48,9%                         |                                    |                                    |
| 0 — 14 років                       | 0 — 14 років                       |                                    | 19,1%                              | 19,1%                              |
| 15 — 64 років                      | 15 — 64 років                      |                                    | 61,8%                              | 61,8%                              |
| 65 і більше                        | 65 і більше                        |                                    | 19,1%                              | 19,1%                              |
| 85 і більше                        | 85 і більше                        |                                    | 4,9%                               | 4,9%                               |
| Середній вік (років)               | Середній вік (років)               | 40,242,2                           | 41,2                               | 41,2                               |
| Медіана (років)                    | Медіана (років)                    | 38,639,6                           | 39,2                               | 39,2                               |
| — чоловіки — жінки                 |                                    |                                    |                                    |                                    |

| Походження мешканців:     | Походження мешканців:     | Походження мешканців: | Походження мешканців: | Походження мешканців: |
| ------------------------- | ------------------------- | --------------------- | --------------------- | --------------------- |
| Походження                |                           |                       | осіб                  | %                     |
| Корінні американці        | Корінні американці        |                       | 95                    | 8.44%                 |
| Інше північноамериканське | Інше північноамериканське |                       | 325                   | 28.89%                |
| Європейське               | Європейське               |                       | 935                   | 83.11%                |
| британське                | британське                |                       | 610                   | 54.22%                |
| французьке                | французьке                |                       | 75                    | 6.67%                 |
| українське                | українське                |                       | 105                   | 9.33%                 |
| Азійське                  | Азійське                  |                       | 10                    | 0.89%                 |
| Океанійське               | Океанійське               |                       | 10                    | 0.89%                 |

| Зайнятість населення за галузями (за класифікацією NOC): | Зайнятість населення за галузями (за класифікацією NOC): | Зайнятість населення за галузями (за класифікацією NOC): | Зайнятість населення за галузями (за класифікацією NOC): | Зайнятість населення за галузями (за класифікацією NOC): |
| -------------------------------------------------------- | -------------------------------------------------------- | -------------------------------------------------------- | -------------------------------------------------------- | -------------------------------------------------------- |
|                                                          |                                                          |                                                          |                                                          |                                                          |
| Управління                                               | Управління                                               |                                                          | 4,7%                                                     | 4,7%                                                     |
| Бізнес, фінанси та адміністрування                       | Бізнес, фінанси та адміністрування                       |                                                          | 10,3%                                                    | 10,3%                                                    |
| Природничі та прикладні науки                            | Природничі та прикладні науки                            |                                                          | 1,9%                                                     | 1,9%                                                     |
| Охорона здоров'я                                         | Охорона здоров'я                                         |                                                          | 3,7%                                                     | 3,7%                                                     |
| Освіта, правозахист, муніципальні та урядові служби      | Освіта, правозахист, муніципальні та урядові служби      |                                                          | 9,3%                                                     | 9,3%                                                     |
| Мистецтво, культура, відпочинок та спорт                 | Мистецтво, культура, відпочинок та спорт                 |                                                          | 2,8%                                                     | 2,8%                                                     |
| Роздрібна торгівля та послуги                            | Роздрібна торгівля та послуги                            |                                                          | 16,8%                                                    | 16,8%                                                    |
| Гуртова торгівля, транспорт та обладнання                | Гуртова торгівля, транспорт та обладнання                |                                                          | 36,4%                                                    | 36,4%                                                    |
| Природні ресурси, сільське господарство                  | Природні ресурси, сільське господарство                  |                                                          | 10,3%                                                    | 10,3%                                                    |
| Виробництво                                              | Виробництво                                              |                                                          | 3,7%                                                     | 3,7%                                                     |

## Клімат
Середня річна температура становить 2,2°C, середня максимальна – 20,3°C, а середня мінімальна – -21,4°C. Середня річна кількість опадів – 527 мм.
| Клімат поселення                              | Клімат поселення | Клімат поселення | Клімат поселення | Клімат поселення | Клімат поселення | Клімат поселення | Клімат поселення | Клімат поселення | Клімат поселення | Клімат поселення | Клімат поселення | Клімат поселення | Клімат поселення |
| Показник                                      | Січ.             | Лют.             | Бер.             | Квіт.            | Трав.            | Черв.            | Лип.             | Серп.            | Вер.             | Жовт.            | Лист.            | Груд.            |                  |
| Середній максимум, °C                         | −7,55            | −3,15            | 2,95             | 10,48            | 16,55            | 20,24            | 20,29            | 20,02            | 15,02            | 9,94             | 0,68             | −7,71            |                  |
| Середня температура, °C                       | −14,48           | −10,07           | −3,97            | 3,56             | 9,62             | 13,31            | 15,28            | 15,02            | 10,01            | 4,91             | −4,33            | −12,72           |                  |
| Середній мінімум, °C                          | −21,4            | −17              | −10,9            | −3,38            | 2,69             | 6,38             | 10,27            | 10,00            | 5,00             | −0,07            | −9,33            | −17,72           |                  |
| Норма опадів, мм                              | 21               | 16               | 21               | 25               | 59               | 97               | 98               | 72               | 59               | 23               | 18               | 18               |                  |
| Середньомісячна швидкість вітру, м/с          | 3.00             | 3.10             | 3.30             | 3.50             | 3.50             | 3.20             | 2.90             | 2.80             | 3.00             | 3.20             | 3.12             | 3.02             |                  |
| Середньомісячна сонячна радіація, кДж/м²·день | 3750             | 7170             | 12388            | 17231            | 20524            | 21923            | 22560            | 19007            | 13122            | 7829             | 3948             | 2786             |                  |
| --------------------------------------------- | ---------------- | ---------------- | ---------------- | ---------------- | ---------------- | ---------------- | ---------------- | ---------------- | ---------------- | ---------------- | ---------------- | ---------------- | ---------------- |
| Джерело:                                      |                  |                  |                  |                  |                  |                  |                  |                  |                  |                  |                  |                  |                  |